# Бондаренко Валерій Антонович
Вале́рій Анто́нович Бондаре́нко (нар. 17 березня 1947, село Соколів, Пулинського району, Житомирської області — пом. 11 жовтня 2020, Харків) український кріобіолог, фізіолог. Доктор біологічних наук (1989). Професор (1991).

## Біографічні відомості
1970 року закінчив Харківський університет.
Від 1976 року працює в Інституті проблем кріобіології і кріомедицини НАН України (Харків).
З 1990 до 2020 р. В. А. Бондаренко очолював кафедру фізіології людини і тварин Харківського національного університету імені В. Н. Каразіна.

## Нагороди
- Премія НАН України імені О. В. Палладіна 1989 р. за цикл робіт «Дослідження механізмів кріопошкоджень біологічних мембран» (спільно з А. М. Білоусом та О. К. Гулевським)

## Праці
- Структурные изменения биологических мембран при охлаждении / А. М. Белоус, В. А. Бондаренко. — К.: Наукова думка, 1982. — 255 с.